# Nat Geo/Fox HD
Nat Geo/Fox HD fue un canal de televisión por suscripción latinoamericano de origen estadounidense que trasmitió exclusivamente en alta definición. Fue lanzado el  5 de diciembre del 2008 en Latinoamérica (siendo DirecTV la primera plataforma en agregarla a su oferta). Era propiedad de Fox Latin American Channels.
Nat Geo/Fox HD fue cerrado en junio de 2014 con la separación de Fox HD en una señal aparte.

## Estructura de la señal
El canal fue lanzado como una única señal para Latinoamérica, con audio alterno en portugués para Brasil y utilizando el horario de São Paulo (UTC-3/-2), Buenos Aires (UTC-3) y Ciudad de México (UTC-6/-5). Luego la señal fue dividida en una para Latinoamérica con horario de Buenos Aires (UTC-3), Bogotá (UTC-5) y Ciudad de México (UTC-6/-5). Y la otra exclusiva para Brasil. Finalmente la señal para Latinoamérica quedó dividida en Norte y Sur.